# Jesse Stone
Jesse Albert Stone (Pseudonym: Charles E. Calhoun; * 16. November 1901 in Atchison, Kansas; † 1. April 1999 in Altamonte Springs, Florida), zunächst Leiter einer Territory Band und an der Entwicklung des Kansas City Jazz beteiligt, war später eine der Schlüsselfiguren des Rhythm & Blues und des frühen Rock & Roll, der als Bandleader, Komponist und Arrangeur zur Entwicklung dieser Musikgenres maßgeblich beigetragen hat.

## Anfänge und Kansas City Swing

Jesse Stone – Starvation Blues

Stone stammt aus einer musikalischen Familie; die Mutter sang und der Vater produzierte Minstrel-Shows, bei denen er auch Trommel spielte. Als Kind tourte er zunächst mit der Minstrel-Show seines Onkels, Brown’s Tennessee Minstrels. Als er schulpflichtig wurde, zog er nach Kansas City, wo er bei seiner Großmutter wohnte. Seine erste Band hatte er noch während seiner Zeit in der Highschool organisiert. Bereits 1922 stellte Stone eine Band zusammen, die er zunächst Sepia Serenaders benannte. Mitglied hierin war Saxophonist Coleman Hawkins, der im selben Jahr von Mamie Smith zu deren Jazz Hounds weggelockt wurde. Bandmitglieder in jenen Jahren waren neben Stone (Piano, Bandleader und Arrangeur) Albert Hinton und Slick Jackson (Trompete), Druie Bess (Posaune), Glenn Hughes (Altsaxophon), Jack Washington (Alt- und Baritonsaxophon), Elmer Burch (Tenorsaxophon), Silas Cluke (Banjo), Pete Hassel (Tuba) und Max Wilkinson (Schlagzeug). Mit dieser Bläsersektion besaß Stone eine der besten Bands im ganzen Südwesten. Am 27. April 1927 nahm er mit dieser Band, nunmehr Blues Serenaders genannt, für Okeh Records die Eigenkompositionen Starvation Blues / Boot to Boot (mit einem 32-taktigen Riff) auf, die als Okeh #8471 im Juni 1927 erschienen. Seine Band gehörte damals zu den wenigen Jazzbands aus dem Südwesten der USA wie etwa Bennie Moten. 1929 führte er für kurze Zeit gemeinsam mit Terrence Holder eine Band namens Eleven Clouds of Joy, die ab Mai 1929 auf Tournee ging.

Alvino Rey – Idaho

Im Jahr 1929 schloss er sich dem George E. Lee & His Novelty Singing Orchestra von Julia und George E. Lee an, die am 6. November 1929 bei Brunswick Records vier Titel mit ihm aufnahmen, darunter die von Stone komponierten Paseo Strut und Ruff Scufflin‘. Zusammen mit anderen Musikerkollegen verließ Stone die Band im Februar 1932. Stone wurde danach Mitleiter der Thamon Hayes-Band, die im Mai 1932 nach anstrengenden Proben an dem Battle of Bands in Kansas City teilnahm und die Benny Moten-Band besiegte; er verließ die Band im Jahre 1934. Erst 1935 war er wieder Bandleader von Leuten wie Budd Johnson und Trompeter Jabbo Smith. Mit Hilfe von Duke Ellington gelang es Stone, 1936 im berühmten New Yorker Cotton Club aufzutreten. Danach erhielt Stone eine Anstellung als Arrangeur im Apollo Club.
Am 26. Februar 1937 nahm er für Variety die Titel Snaky Feeling / Wind Storm auf. Seine erste größere Komposition war 1941 Idaho, deren Original von Alvino Rey am 19. September 1941 aufgenommen wurde, im Juni 1942 auf den Markt kam und einen dritten Rang in der Pop-Hitparade erreichen konnte. Coverversionen von Guy Lombardos Version und Benny Goodman waren ebenfalls sehr erfolgreich. Am 24. September 1945 spielte Goodman die Stone-Komposition Symphony (mit Lisa Morrow) ein.

## Atlantic Records
Im selben Jahr erlebte Jesse Stone, wie sein Freund Herb Abramson die Gründung einer neuen Plattenfirma vorbereitete. Mit finanzieller Unterstützung durch Ahmet Ertegün entstand schließlich das Label Atlantic Records, dem Stone von Beginn an als kreativer Teil angehörte. Auf der Suche nach tanzbarer Musik entwickelte Stone eine Bass-Struktur, die den Ursprung des späteren Rock & Roll bilden sollte. Erster Song mit diesem Format war Cole Slaw vom Altsaxophon-Spieler Frank Culley, aufgenommen am 17. Januar 1949. Die Mischung zwischen Swing und Rhythm & Blues kam im März 1949 auf den Markt und drang bis auf Rang elf der R&B-Charts vor. Der Song war von Stone ursprünglich unter dem Titel Sorghum Switch bereits im Jahre 1942 für Jimmy Dorsey komponiert und von diesem am 6. Februar 1942 aufgenommen worden, erreichte jedoch hiermit lediglich Rang 21 der Popcharts. Louis Jordan griff den Titel am 12. April 1949 auf und gelangte damit nach Veröffentlichung im Mai 1949 bis auf Platz sieben der R&B-Charts.
Während der Zeit bei Atlantic Records tauchte Jesse Stone häufig als Arrangeur auf und spielte bei einer Vielzahl von Aufnahmesessions Piano. Erwähnt seien die Aufnahmesessions mit den Clovers (am 22. Februar 1952: Don’t You Know I Love You / Skylark), Ray Charles (ab 11. September 1952: The Sun’s Gonna Shine Again, Roll With The Baby, The Midnight Hour, Jumpin’ In The Mornin’; am 17. Mai 1953: Losing Hand, It Should Have Been Me, 4. Februar 1954: Honey Love, 18. November 1954: I’ve Got A Woman), mit den Drifters (unter anderem 9. August 1953: Watcha Gonna Do, Money Honey, 12. November 1953: Bip Bam), Big Joe Turner (15. Februar 1954: Shake, Rattle and Roll und Well All Right); die Jesse Stone Band nahm am 21. März 1954 Oh That’ll Be Joyful / Runaway (Atlantic #1028) auf, sein Orchester begleitete LaVern Baker am 25. März 1954 bei vier Titeln (darunter I Can’t Hold Out Any Longer).
Am 28. Januar 1955 begleitet Stones Orchester wiederum Joe Turner bei Flip, Flop And Fly; Ruth Brown am 1. März 1955 bei As Long As I’m Moving, Jesse Stone & His Houserockers (als Chuck Calhoun & His Atlantic All Stars) nehmen am 24. Juni 1955 Hey Tiger / Barrelhouse (#1120) und Night Life / The Rocket (Atco #6051) auf, am 2. Oktober 1957 begleitet seine Band wieder Joe Turner bei Teenage Letter / Wee Baby Blues mit Komponist Mike Stoller am Piano. Die Clovers übernahmen sein Down in The Alley (aufgenommen am 15. Dezember 1953, aber zu jener Zeit nicht veröffentlicht; erst die am 26. Juli 1957 entstandene Version wurde im August 1957 veröffentlicht) und Your Cash Ain’t Nothing But Trash (aufgenommen am 16. April 1954). Mit den Clovers und Cardinals hat er geübt, bevor sie ans Mikrofon durften.

Drifters – Money Honey

Viel bedeutsamer indes waren einige seiner Kompositionen, deren klare Bluesmuster später als Vorlage für den Rock & Roll dienten. Da Stone Mitglied in der Musikverwertungsgesellschaft ASCAP war, empfahl ihm Labelinhaber Ertegün, für seine Atlantic-Kompositionen auf ein Pseudonym zurückzugreifen; Stone entschied sich für Charles E. Calhoun oder Chuck Calhoun. Auf diese Weise konnte er auch Mitglied bei BMI werden, wo die Atlantic-Kompositionen registriert wurden, und konnte auf diese Weise seine gleichzeitige Mitgliedschaft bei der konkurrierenden ASCAP verdecken. Diese Pseudonyme verwandte er unter anderem bei seinen Kompositionen Losing Hand und It Should Have Been Me (Ray Charles), Money Honey und Bip Bam (Drifters), Shake, Rattle And Roll und Well All Right (Joe Turner), I Can’t Hold Out Any Longer (LaVern Baker), As Long As I’m Moving (Ruth Brown) oder Don’t You Know I Love You (Clovers).
Erster Millionenseller für ihn bei Atlantic als Komponist war der Situationsblues Money Honey, die Debüt-Single der Drifters, der nach Veröffentlichung im September 1953 für elf Wochen die R&B-Charts anführte und zwei Millionen Mal verkauft wurde. Hier verwendete er humorvoll das den Blues und Rock & Roll häufig beschäftigende Thema vom knappen Geld.

Joe Turner – Shake, Rattle And Roll

Einer der Wegbereiter des frühen Rock & Roll war Stones 12-taktige Blues-Komposition Shake, Rattle And Roll, die am 15. Februar 1954 aufgenommen wurde und in der Originalfassung von Joe Turner in den R&B-Charts für drei Wochen den ersten Rang belegte. Stone hatte die Phrase während eines Craps-Spiels gehört und einen lasziven Song daraus komponiert. Bill Haley & His Comets griffen den Prototyp eines Bluessongs am 7. Juni 1954 auf, beseitigten riskante Textpassagen und brachten ihn am 10. Juli 1954 auf den Markt. Die Popcharts notierten ihn auf Rang sieben, in den Plattenläden entwickelte er sich noch vor Rock Around the Clock zum ersten Millionenseller für die Band. Zahlreiche andere Coverversionen folgten, so etwa von Elvis Presley oder Buddy Holly. Am 25. Juni 1955 nahm Haley eine Originalkomposition von Stone auf, Razzle Dazzle, das lediglich Rang 15 der Popcharts erreichte.
Stone verfasste im Jahre 1955 noch einige weniger bedeutende Titel wie etwa The Kissing Song (März 1955), (I Don’t Know) Why The Car Won’t Go (Juni 1955), The Rocket (Juli 1955) oder Lipstick, Powder And Paint (Juli 1956). Als Charlie Calhoun veröffentlichte er im Mai 1955 den Standard Smack Dab in The Middle, von Ray Charles im Juni 1964 auf der LP Have A Smile With Me veröffentlicht.
Jesse Stone konzentrierte sich auf tanzbare und bei der weißen Käuferschicht akzeptable Songs mit kommerziellen R&B-Arrangements, die die üblichen Schärfen der schwarzen Musik systematisch glätteten. Er brachte die Cookies als Hintergrundchor zu Ray Charles, bei dem sie als Raelettes berühmt wurden. Als Arrangeur sorgte er für die besten Interpretationen der ausgewählten Songs. Ahmet: „Jesse Stone trug mehr zur Entwicklung des grundlegenden Rock & Roll-Sounds bei als jeder andere“. Stone entdeckte 1954 den Alt- und Tenorsaxophon-Virtuosen King Curtis, der als Sessionmusiker bei Atlantic Records neben Sam ’The Man’ Taylor sehr gefragt war und nachfolgend ab 1958 auch eigene erfolgreiche Instrumentalplatten herausbrachte. Zwischen 1958 und 1959 verzeichnete Curtis die meisten Einsätze für Atlantic Records. Sein letzter Auftrag war für die Debüt-Single von Solomon Burke, das am 4. April 1962 aufgenommene Down in The Valley.

## Musikverlag
Stone verließ im Jahre 1956 Atlantic Records, für die er gelegentlich weiter arbeitete. Zusammen mit Hal Fein und Charles Singleton gründete er 1956 den Musikverlag Roosevelt Music Company Inc., bei dem insbesondere die Kompositionen von Otis Blackwell, Bob Feldman / Richard Gottehrer / Jerry Goldstein und Don Covay Erfolg hatten. Erster, später erfolgreicher Autor war Winfield Scott, während Otis Blackwell und Lincoln Chase im September 1957 bei Roosevelt Music begannen. Charles Singleton war selbst Komponist (Do’t Forbid Me Januar 1961, Take Out Some Insurance on Me, Baby vom Juni 1964), Bert Kaempfert stand ab 1962 auf Anfrage als Komponist zur Verfügung. Zum Hauptrepertoire des Musikverlages, der sich im berühmten New Yorker Brill Building niederließ, gehörten insbesondere Kompositionen aus dem Rhythm & Blues.

## Elvis Presley übernimmt Coverversionen
Elvis Presley hat eine Vielzahl von Coverversionen aus der Feder von Jesse Stone eingespielt. So nahm er während seiner ersten Aufnahmesession für RCA am 10. Januar 1956 das im Original von den Drifters stammende Money Honey auf, der langsame Blues Like a Baby wurde erstmals von Vikki Nelson With The Sounds im Februar 1957 aufgenommen, Elvis verewigte ihn am 3. April 1960. Down in the Alley stammte im Original von den Clovers (aufgenommen am 26. Juli 1957), das Elvis-Cover vom 26. Mai 1966.

## Ruhestand
Der inzwischen sechzigjährige Jesse Stone half bei der Gründung von Frank Sinatras Reprise Records im Jahre 1961, danach arbeitete er für Randy Records. Im Jahre 1966 heiratete er Evelyn McGee von der Gesangsgruppe Sweethearts of Rhythm und sang mit ihr als das Stone Duo in der Region um New York, bis sie 1985 in Winter Springs (Florida) in den Ruhestand gingen. Dort verstarb Evelyn McGee Stone am 27. Mai 2011.

## Statistik und Auszeichnungen
Stone wurde 1992 in die Rhythm & Blues Hall of Fame aufgenommen, 2010 in die Rock & Roll Hall of Fame. Bei BMI sind unter dem Pseudonym Charles E. Calhoun 231 Kompositionen urheberrechtlich geschützt, wovon vier einen BMI-Award erhielten.